# Budziska (powiat garwoliński)
Budziska – wieś sołectwo w Polsce położona w województwie mazowieckim, w powiecie garwolińskim, w gminie Trojanów.
| SIMC    | Nazwa   | Rodzaj    |
| ------- | ------- | --------- |
| 0692363 | Leonów  | część wsi |
| 0692370 | Magazyn | część wsi |

Od 1 stycznia 1973 do 4 października 1973 w gminie Kłoczew. 5 października 1973 sołectwo Budziska włączono do gminy Trojanów.
W latach 1975–1998 miejscowość należała administracyjnie do województwa siedleckiego.
Wierni Kościoła rzymskokatolickiego należą do parafii Zwiastowania Najświętszej Maryi Panny w Żelechowie lub do parafii Matki Bożej Nieustającej Pomocy w Woli Zadybskiej.